# トレイス・ジャクソン＝デイビス
トレイス・ジャクソン＝デイビス（Trayce Jackson-Davis, 2000年2月22日 - ）は、アメリカ合衆国インディアナ州グリーンウッド出身のプロバスケットボール選手。NBAのゴールデンステート・ウォリアーズに所属している。ポジションはパワーフォワードまたはセンター。

## 経歴

### ハイスクール
高校4年目のシーズンに平均21.6得点、9.3リバウンド、2.9ブロックを記録。チームを州大会ベスト4に導き、マクドナルド・オール・アメリカンに選出された。

### リクルート
ESPNなどの主要サイトからは4つ星評価を受け、2018年11月30日にインディアナ大学へのコミットを発表した。他にはミシガン州立大学、UCLA、オハイオ州立大学、パデュー大学、ゼイビア大学からもオファーを受けていた。

### カレッジ
1年目の2019-20シーズンは平均13.5得点、8.4リバウンド、1.8ブロックを記録し、オールビッグ10サードチーム、ビッグ10オールフレッシュマンチームに選出された。
2020-21シーズンは平均19.1得点、9リバウンドを記録し、複数媒体からオールアメリカンサードチームに選出された。
2021-22シーズン開幕前に転校を検討していたが、元NBA選手のマイク・ウッドソンがチームのヘッドコーチに就任したこともあり、残留した。2021年11月27日のマーシャル大学戦でキャリアハイとなる43得点を記録した。このシーズンは平均18.3得点、8.1リバウンド、2.3ブロックを記録。シーズン終了後に2022年のNBAドラフトへアーリーエントリーしたが、後に撤回して残留した。
2022-23シーズンは1月に平均23得点、14リバウンドを記録。NCAAにおいて月間でこの成績を記録したのは過去25年でシャキール・オニール、ティム・ダンカンに次いで3人目だった。シーズン全体では平均20.9得点、10.9リバウンドを記録し、オールアメリカン・コンセンサスファーストチームに選出された。

### ゴールデンステート・ウォリアーズ
2023年6月22日に開催された2023年のNBAドラフトで、全体57位でワシントン・ウィザーズに指名され、ゴールデンステート・ウォリアーズにトレードされた。

#### 2023-2024シーズン
ドラフト2巡目57位に指名された選手としては素晴らしい活躍をしオールルーキー2ndチームまであと1票であった。。12月19日のセルティックス戦で10得点、13リバウンド、3ブロックを記録し、このシーズン圧倒的な勝率でリーグ1位になるセルティックス相手に素晴らしい活躍をした。（この3ブロックの中にはOT残り2分半でのジェイレンブラウンへのクラッチブロックがふくまれている。）また、3月6日のバックス戦では15得点、4ブロックを記録しており、この試合ツータイムMVPのヤニスアデトクンポに3つのブロックを食らわせ、ホームで大歓声を浴びた。

## 代表歴
高校時代の2018年にU-18アメリカ選手権のアメリカ代表に選出された。

## 家族
実父は元NBA選手のデイル・デイビスだが、両親が離婚していたため、母と継父のレイモンド・ジャクソンに育てられた。元々の姓は「デイビス」だが、高校入学時に長年自分を育ててくれたジャクソンへ敬意を表し、姓を「ジャクソン＝デイビス」とした。

## 個人成績

### NBA

#### レギュラーシーズン
| シーズン | チーム | GP  | GS | MPG  | FG%  | 3P%  | FT%  | RPG | APG | SPG | BPG | PPG |
| -------- | ------ | --- | -- | ---- | ---- | ---- | ---- | --- | --- | --- | --- | --- |
| 2023–24  | GSW    | 68  | 16 | 16.6 | .702 | .000 | .561 | 5.0 | 1.2 | .4  | 1.1 | 7.9 |
| 2024–25  | GSW    | 62  | 37 | 15.6 | .576 | .000 | .578 | 5.0 | 1.7 | .4  | .6  | 6.6 |
| 通算     | 通算   | 130 | 53 | 16.1 | .642 | .000 | .568 | 5.0 | 1.4 | .4  | .9  | 7.3 |

#### プレーオフ
| シーズン | チーム | GP | GS | MPG | FG%  | 3P% | FT%  | RPG | APG | SPG | BPG | PPG |
| -------- | ------ | -- | -- | --- | ---- | --- | ---- | --- | --- | --- | --- | --- |
| 2025     | GSW    | 9  | 3  | 8.9 | .889 | --- | .385 | 2.3 | .2  | .3  | .2  | 4.1 |
| 通算     | 通算   | 9  | 3  | 8.9 | .889 | --- | .385 | 2.3 | .2  | .3  | .2  | 4.1 |

### カレッジ
| シーズン | チーム       | GP | GS | MPG  | FG%  | 3P%  | FT%  | RPG | APG | SPG | BPG | PPG  |
| -------- | ------------ | -- | -- | ---- | ---- | ---- | ---- | --- | --- | --- | --- | ---- |
| 2019–20  | インディアナ | 32 | 32 | 29.3 | .566 | ---  | .685 | 8.4 | 1.2 | .7  | 1.8 | 13.5 |
| 2020–21  | インディアナ | 27 | 27 | 34.3 | .517 | ---  | .655 | 9.0 | 1.4 | .7  | 1.4 | 19.1 |
| 2021–22  | インディアナ | 35 | 35 | 32.3 | .589 | .000 | .674 | 8.1 | 1.9 | .6  | 2.3 | 18.3 |
| 通算     | 通算         | 94 | 94 | 31.8 | .558 | .000 | .670 | 8.5 | 1.5 | .7  | 1.9 | 16.9 |